# Helena de Waldeck e Pyrmont (1899–1948)
Helena of Waldeck e Pyrmont (Arolsen, 22 de dezembro de 1899 – Rastede, 18 de fevereiro de 1948) foi uma princesa alemã, a única filha de Frederico, Príncipe de Waldeck e Pyrmont, último príncipe reinante de Waldeck e Pyrmont, e esposa de Nicolau, Grão-Duque Hereditário de Oldemburgo.

## Primeiros anos
Helena nasceu em Arolsen, Waldeck e Pyrmont sendo a terceira filha de Frederico, Príncipe de Waldeck e Pyrmont (1865–1946), e da sua esposa, a princesa Batilde de Schaumburg-Lippe (1873–1962), filha do príncipe Guilherme de Schaumburg-Lippe. Era prima direita da rainha Guilhermina dos Países Baixos. Recebeu o nome em honra da sua tia, a princesa Helena, duquesa de Albany (1861–1922) que se casou com o príncipe Leopoldo, Duque de Albany, filho mais novo da rainha Vitória.

## Casamento e família
Helena casou-se a 26 de Outubro de 1921 em Arolsen, com Nicolau, Grão-Duque Hereditário de Oldemburgo (1897–1970), terceiro filho e herdeiro de Frederico Augusto II, Grão-duque de Oldemburgo e da duquesa Isabel Alexandrina de Mecklenburg-Schwerin.
Tiveram nove filhos:
1. António-Günther, Duque de Oldemburgo (16 de Janeiro de 1923 – 20 de Setembro de 2014); casado com a princesa Ameli de Löwenstein-Wertheim-Freudenberg, com descendência.
2. Rixa de Oldemburgo (28 de Março de 1924 – 1 de Abril de 1939); morreu aos quinze anos de idade; sem descendência
3. Pedro de Oldemburgo (7 de Agosto de 1926); casado com a princesa Gertrude de Löwenstein-Wertheim-Freudenberg, com descendência
4. Eilika de Oldemburgo (2 de Fevereiro de 1928); casada com Emich, 7º Príncipe Leiningen, com descendência.
5. Egilmar de Oldemburgo (14 de Outubro de 1934)
6. Frederico Augusto de Oldemburgo (11 de Janeiro de 1936); casou-se primeiro com a princesa Maria Cecília da Prússia, com descendência, casado depois com Donata de Castell-Rüdenhausen, sem descendência
7. Altburg de Oldemburgo (14 de Outubro de 1938); casada com Rüdiger Freiherr von Erffa, com descendência
8. Huno de Oldemburgo (3 de Janeiro de 1940); casado com a condessa Felicitas-Anita de Schwerin von Krosigk, com duas filhas, incluindo Beatrix von Storch.
9. João de Oldenburg (3 de Janeiro de 1940); casado com Ilka Gräfin zu Ortenburg, com descendência. A sua filha, Eilika casou-se com o arquiduque Jorge da Áustria

## Morte
Helena morreu aos quarenta-e-oito anos de idade. O seu marido casou-se novamente, dois anos depois da sua morte, em 1950 com Anne-Marie von Schutzbar genannt Milchling.

## Títulos e formas de tratamento
- 22 de Dezembro de 1899 – 26 de Outubro de 1921: Sua Alteza Sereníssima, a princesa Helena de Waldeck e Pyrmont
- 26 de Outubro de 1921 – 18 de Fevereiro de 1948: Sua Alteza Real, a grã-duquesa hereditária de Oldemburgo
  - Título como pretendenteː 24 de Fevereiro de 1931 – 18 de Fevereiro de 1948ː Sua Alteza Real, a grã-duquesa de Oldemburgo

## Genealogia
| Helena de Waldeck e Pyrmont | Pai: Frederico, Príncipe de Waldeck e Pyrmont | Avô paterno: Jorge Vítor, Príncipe de Waldeck e Pyrmont | Bisavô paterno: Jorge II, Príncipe de Waldeck e Pyrmont       |
| Helena de Waldeck e Pyrmont | Pai: Frederico, Príncipe de Waldeck e Pyrmont | Avô paterno: Jorge Vítor, Príncipe de Waldeck e Pyrmont | Bisavó paterna: Ema de Anhalt-Bernburg-Schaumburg-Hoym        |
| Helena de Waldeck e Pyrmont | Pai: Frederico, Príncipe de Waldeck e Pyrmont | Avó paterna: Helena de Nassau                           | Bisavô paterno: Guilherme, Duque de Nassau                    |
| Helena de Waldeck e Pyrmont | Pai: Frederico, Príncipe de Waldeck e Pyrmont | Avó paterna: Helena de Nassau                           | Bisavó paterna: Paulina de Württemberg                        |
| Helena de Waldeck e Pyrmont | Mãe: Batilde de Schaumburg-Lippe              | Avô materno: Guilherme de Schaumburg-Lippe (1834-1906)  | Bisavô materno: Jorge Guilherme, Príncipe de Schaumburg-Lippe |
| Helena de Waldeck e Pyrmont | Mãe: Batilde de Schaumburg-Lippe              | Avô materno: Guilherme de Schaumburg-Lippe (1834-1906)  | Bisavó materna: Ida de Waldeck e Pyrmont                      |
| Helena de Waldeck e Pyrmont | Mãe: Batilde de Schaumburg-Lippe              | Avó materna: Batilde de Anhalt-Dessau                   | Bisavô materno: Frederico Augusto de Anhalt-Dessau            |
| Helena de Waldeck e Pyrmont | Mãe: Batilde de Schaumburg-Lippe              | Avó materna: Batilde de Anhalt-Dessau                   | Bisavó materna: Maria Luísa de Hesse-Cassel                   |